# Càrrega de Planck
En física, la càrrega de Planck, simbolitzada com {\displaystyle q_{P}}, és una magnitud de càrrega elèctrica que es defineix en termes de constants fonamentals. És la unitat de càrrega a un sistema d'unitats naturals anomenat unitats de Planck. La càrrega de Planck es defineix com:
{\displaystyle q_{P}={\sqrt {4\pi \epsilon _{0}\hbar c}}={\sqrt {2ch\epsilon _{0}}}={\frac {e}{\sqrt {\alpha }}}}
on : 
{\displaystyle c\ } és la velocitat de la llum al buit,
{\displaystyle h\ } és la constant de Planck,
{\displaystyle \hbar \equiv {\frac {h}{2\pi }}\ } és la constant de Planck reduïda o constant de Dirac,
{\displaystyle \epsilon _{0}\ } és la permitivitat del buit
{\displaystyle e\ } és la càrrega elèctrica elemental
{\displaystyle \alpha \ } = (137,03599911)−1 és la constant d'estructura fina.
El seu valor expressat en unitats del SI és: 
{\displaystyle q_{P}\ } = 1,8755459 × 10 −18 C.
La càrrega de Planck és unes 11,706 vegades més gran que la càrrega elemental, la càrrega d'un electró.